# ヒーロー☆
ヒーロー☆（ヒーロー）は、日本の女性歌手、hiroの13枚目のシングル。

## 解説
- 2006年2月1日に、SONIC GROOVEから発売された。
- シングルのタイトル曲としては久々のダンスナンバーとなった。
- 初のベスト・アルバム『寛 シングル・コレクション』と同時発売された。

## 収録曲
1. ヒーロー☆ (4:04)
  - 作詞：島袋寛子、山本領平／作曲：Wirlie Morris／編曲：中塚武
2. My Crazy Days (3:47)
  - 作詞・作曲・編曲：中塚武
3. Spring (4:14)
  - 作詞・作曲・編曲：Kim Hiroshi (AVANT GARDE)
4. ヒーロー☆ (Instrumental)
5. My Crazy Days (Instrumental)
6. Spring (Instrumental)

## カタログ
- AVCD-16088 ￥1,100